# Mandelbaum-Effekt
Unter dem Mandelbaum-Effekt (engl. Mandelbaum Effect) versteht man die Tendenz zur Änderung des Akkommodationszustandes des Auges durch gegensätzliche Akkommodationsreize, wie zum Beispiel beim Betrachten eines fernen Objektes durch eine Scheibe, auf der sich im zentralen Bereich des Blickfeldes Flecke befinden, wie zum Beispiel bei einer verschmutzten Autoscheibe. Der Effekt wurde 1960 von Joseph Mandelbaum beschrieben.